# Відсаджування

Типи приводу відсаджувальних машин

Відсаджування, відсадка (рос.отсадка, англ. jigging, нім. Setzen n) — операція і технологічний процес гравітаційного збагачення корисних копалин, який базується на розділенні зернистого матеріалу за густиною у вертикальному пульсуючому потоці води або стисненого повітря знакоперемінної швидкості.

## Загальний опис
Відсадкою називають процес розділення суміші мінеральних частинок за густиною в турбулентному вертикальному пульсуючому потоці води або повітря знакоперемінної швидкості. Пульсації мають задану амплітуду і частоту.
Збагачення відсадкою займає одне з провідних місць у технології збагачення корисних копалин. Відсадка з успіхом може застосовуватися для крупно- і середньовкраплених рудних і нерудних корисних копалин, у яких корисні мінерали відрізняються від супутніх їм породних за густиною і представлені зернами крупністю не менше 0,2 — 0,5 мм. Відсадкою збагачують розсипні золотоносні, платинові, алмазні, титано-цирконієві руди, деякі корінні руди кольорових і рідкісних металів, залізні і марганцеві руди, але особливо широко відсадка використовується при збагаченні кам'яного вугілля і антрациту.
Процес відсадження здійснюється в відсаджувальних машинах, де вихідний матеріал у результаті багаторазової періодичної дії висхідних і спадних струменів середовища розділяється на продукти різної густини. У нижньому шарі концентруються частинки більшої густини, у верхньому — меншої.
Шар матеріалу, який концентрується на решеті називають постіллю. Вона може бути природною (натуральною), тобто складається з зерен сировини, яка збагачується, або штучною, тобто такою, яка створюється за допомогою іншого більш важкого продукту, що не міститься у вихідній сировині (польовий шпат, магнетит, металевий дріб тощо). Постіль є своєрідним фільтрувальним шаром — вона пропускає важкі зерна і затримує легкі. Штучна постіль застосовується при відсадженні тонкозернистих продуктів і забезпечує розвантаження важких продуктів.
Режим пульсацій води вибирається залежно від складу матеріалу і його крупності. Ефективність відсадки тим вища, чим більша крупність збагачуваного матеріалу і чим більше розходження в густині мінералів, які розділяють.
Крупність руд, збагачуваних відсадкою, складає від 0,2 до 60 мм, вугілля — від 0,5 до 150 мм, антрацитів — від 0,5 до 250 мм.

## Механізм відсадки
За типом середовища розділення розрізнюють:
- гідравлічну,
- пневматичну,
- суспензійну відсадку і
- відсадку з водоповітряною сумішшю.

Висхідний потік викликає розпушення відсаджувальної постелі, низхідний — її ущільнення з поступовим формуванням на решеті шару зерен важкого продукту. При цьому постіль переміщується в поздовжньому напрямку, і в кінці шляху відбувається роздільне вивантаження важкого (нижнього) та легкого (верхнього) продуктів відсадки. При збагаченні руд корисний продукт зосереджується в нижньому шарі постелі, а пуста порода — у верхньому. При збагаченні вугілля, навпаки, концентрат зосереджується у верхньому шарі, а порода відкладається на решеті.
Цикл відсадки є важливим технологічним параметром, що впливає на ефективність процесу. Найсприятливіша діаграма відсаджувального циклу при висхідному потоці за відносно невеликий час повинна забезпечити максимальне розпушення по всій висоті постелі, а потім по можливості плавне опускання частинок.
Організація циклу відсадки має метою створення оптимального режиму руху води, що сприяє розшаруванню матеріалу за густиною. Режим руху води вибирається залежно від складу матеріалу і його крупності. При цьому оптимізація режиму полягає насамперед в установленні потрібних амплітуди і частоти пульсацій. Організація циклу коливань води здійснюється подачею повітря в повітряні камери відсаджувальної машини. Для одержання оптимальної діаграми відсаджувального циклу залежно від характеристики вихідного матеріалу і питомої продуктивності підбираються відповідні параметри повітряного циклу: тривалість впуску і випуску повітря і пауз між ними, тиск повітря і частота пульсацій. Параметри повітряного циклу в своїй сукупності обумовлюють динамічний режим розпушення постелі, який характеризується такими параметрами: амплітудою пульсацій, максимальним підйомом постелі, максимальними швидкостями висхідного і низхідного потоків та коефіцієнтом розпушення. Додаткова подача підрешітної води збільшує швидкість і тривалість дії висхідного потоку і знижує швидкість низхідного потоку. Звичайно, чим більше витрати підрешітної води, тим чистіше нижній шар матеріалу.
Необхідною умовою розділення матеріалу за густиною в процесі відсаджування є повторювані у кожному циклі підйом і розпушування постелі, що здійснюються вертикальними коливаннями середовища (або решета) і висхідним потоком підрешітної води. Від розпушення постелі залежить її густина, яка є основним параметром контролю і автоматизації процесу відсаджування.

## Гіпотези відсадки

В теоретичних дослідженнях В. визначилися два принципових напрямки: детерміністське та масово-статистичне. В основі першого — вивчення закономірностей руху окремого зерна в стиснутих умовах, другого — сукупності зерен. Перший напрям розроблений на рівні т. зв. детерміністської моделі, другий — суспензійної, енергетичної та масово-статистичної моделі (гіпотези)
Детерміністська модель В. розглядає швидкості і прискорення окремих частинок як функції їх фізичних властивостей — густини, крупності, форми і т. д. Вона включає гіпотезу початкових швидкостей та початкових прискорень і дозволяє якісно оцінити параметри процесу В., виділити фактори, що впливають на розшарування матеріалу, встановити тенденції переміщення частинок у відсаджувальній постелі.
Суть суспензійної моделі полягає в тому, що відсаджувальна постіль розглядається як важка суспензія, в якій розділення матеріалу за густиною протікає за законами, чинними для важкого середовища.
Енергетична гіпотеза (Ф. Майєра) — це тлумачення, згідно з яким відсаджувальна постіль є механічно нестійкою системою, що має запас потенційної енергії. При підведенні зовнішньої енергії для розпушення відсаджуваного матеріалу постіль займає більш енергетично вигідне положення, що супроводжується розшаруванням матеріалу за густиною.
Основна задача масово-статистичної моделі — є визначення фізичних факторів та закономірностей формування відсаджувальної постелі. Основне припущення цієї гіпотези: число частинок, які виділилися у свій шар рівноваги, пропорційне числу цих же частинок в зоні розділення.

## Основні параметри відсадки
Основні параметри, що чинять вплив на процес відсадки, розділяють на три групи:
- — технологічні, що залежать, зокрема, від характеристики вихідного матеріалу (гранулометричний і фракційний склад вихідного матеріалу, його крупність, форма зерен і їх міцність, питома продуктивність машини);
- — гідродинамічні, що визначаються параметрами підрешітної води і стисненого повітря (цикл відсадки, частота і амплітуда пульсацій, витрати і тиск води і повітря, розрідженість живлення);
- — конструктивні, що залежать від типу використаної машини (спосіб розвантаження важких і легких продуктів, спосіб створення пульсацій у відсаджувальній камері, число камер, площа відсаджувального решета).

### Технологічні параметри відсадки
Технологічні параметри відсадки визначаються якістю і кількістю збагачуваного матеріалу, тобто їх гранулометричним, фракційним складом і фактичною питомою продуктивністю відсаджувальної машини. Технологічні результати відсадки характеризуються взаємозасміченням кінцевих продуктів збагачення, а також показниками технологічної ефективності — середнім ймовірним відхиленням Epm і погрішністю розділення I .
- Гранулометричний склад вихідного матеріалу визначає структуру постелі відсаджувальної машини. Зі зменшенням крупності збагачуваного матеріалу підвищується гідродинамічний опір постелі, внаслідок чого знижуються ефективність і точність розділення матеріалу. Зниження точності розділення зі зменшенням розміру збагачуваних частинок можна пояснити тим, що вплив різних перешкод, несприятливих факторів (напр., в'язкості, турбулентності потоку, зіткнення частинок різної крупності і т. д.) значно більшою мірою позначується на дрібних частинках, ніж на крупних. Механічна взаємодія між частинками різної крупності і густини, їх зустрічі і зіткнення в процесі розшарування постелі також більшою мірою негативно позначаються саме на дрібних частинках. Дрібна частинка при зіткненні з крупною суттєво змінює свою траєкторію, в той час як для крупної частинки значної маси така зустріч може пройти практично без помітної зміни траєкторії. Чим більші частинки, тим менше вони піддаються впливу перешкод, що виникають при русі до своїх шарів (за густиною), і тим менше ймовірність вилучення їх до «чужих» шарів до моменту видалення з відсаджувальної машини. Технологічна ефективність відсадки особливо залежить від вмісту в живленні шламів, які не збагачуються, а практично повністю переходять в легкий продукт. Так, при збагаченні вугілля для нормальної роботи відсаджувальної машини вміст шламів крупністю 0 — 0,5 мм не повинен перевищувати 15 %. Мінімальним для відсадки необхідно вважати такий розмір частинок, менше якого ефективність збагачення іншими методами буде вище, ніж відсадкою. Розмір максимальної грудки збагачуваного матеріалу обмежений не технологічними можливостями процесу, а конструктивними особливостями відсаджувальних машин (головним чином конструкцією розвантажувальних пристроїв). Для більшості відсаджувальних машин різних типів за умовами розвантаження важких продуктів максимальний розмір зерен не перевищує 100—150 мм і тільки в відсаджувальних машинах типу ОМА можна збагачувати матеріал крупністю до 250 мм. Діапазон крупності матеріалу при відсадці, як правило, залежить від прийнятої на фабриці технологічної схеми. Стабілізувати якість вихідного матеріалу за гранулометричним складом можна усередненням, однак і після цього коливання якісних показників залишаються значними.
- Наявність в збагачуваному матеріалі зерен плоскої форми приводить до зниження пропускної здатності постелі і погіршення ефективності розділення. При збагаченні вугілля плоскі частинки породи виносяться висхідним потоком в концентрат і знижують його якість.
- Низька міцність зерен збагачуваного матеріалу сприяє його ошламлюванню, що ускладнює процес відсадження (шлами в незбагачуваному стані переходять в легкий продукт).
- Товщина постелі на решеті відсаджувальної машини залежить від крупності збагачуваного матеріалу. При збагаченні крупних класів руд вона дорівнює 5 — 10 діаметрам найбільших частинок у живленні, при збагаченні дрібних класів вона становить 80 — 90 мм. При збагаченні крупних класів вугілля товщина постелі дорівнює 350—400 мм, при збагаченні дрібних класів — 250—350 мм.

При відсадженні зі штучною постіллю її товщину приймають з урахуванням виходу підрешітних (важких) продуктів — чим більше її товщина, тим нижча пропускна здатність, і навпаки. Тому при відсадці багатих руд товщина постелі повинна бути менше, ніж при відсадці бідних.
- Крупність частинок штучної постелі приймається в 2,5 — 6 разів більшою максимальної крупності частинок збагачуваного матеріалу. Для приготування штучної постелі використовують рудні концентрати (гематитовий, магнетитовий, піролюзитовий та ін.), стальний дріб, скрап, відпрацьовані кулі млинів і т. ін.

Регулювання товщини постелі здійснюється автоматичними регуляторами.
- Фракційний склад вихідного матеріалу характеризує його збагачуваність. Чим вище вміст в збагачуваному матеріалі проміжних фракцій (зростків), тим нижча ефективність процесу відсадки. Підвищення вмісту важких фракцій у вихідному матеріалі сприяє підвищенню якості важкого продукту і погіршенню якості легкого продукту, і навпаки. Характер розподілення фракцій різної густини в зоні розділення також суттєво впливає на ефективність процесу. Якщо сусідні фракції будуть представлені великими виходами і межа розділення не буде явно виражена, то розділення такого матеріалу відбудеться з меншою точністю. Зниження ефективності розділення пов'язано з тим, що зі зменшенням контрастності в зоні розділення збільшується вміст частинок, густина яких несуттєво відрізняється від густини розділення. В цьому випадку навіть невеликі випадкові впливи можуть завадити таким частинкам досягнути свого шару рівноваги. Тому при виборі режиму відсадження необхідно враховувати не тільки фракційний склад збагачуваного матеріалу, але й діапазон густин, за якими здійснюється розділення суміші мінералів. Для одержання продуктів необхідної якості у відсаджувальну машину повинно подаватись живлення постійного фракційного складу. Збереження якісно-кількісних показників кінцевих продуктів відсадки при погіршенні фракційного складу збагачуваного матеріалу досягається підвищенням ефективності розділення, що в більшості випадків можливе тільки за рахунок зниження питомої продуктивності.
- Питома продуктивність відсаджувальних машин визначається за нормами навантаження на 1 м2 решета. Вона обумовлена низкою факторів, зокрема фізичними властивостями і крупністю вихідного матеріалу, вимогами до якості кінцевих продуктів, конструктивними особливостями відсаджувальних машин та ін. Питома продуктивність відсаджувальних машин коливається в широких межах від 5 до 30 т/год∙м2. Між питомою продуктивністю, швидкістю розшарування і точністю розділення існує визначений взаємозв'язок. Чим вища швидкість формування постелі, тим вища за інших рівних умов продуктивність відсаджувальних машин. Швидкість формування постелі залежить від властивостей збагачуваного матеріалу і режиму відсадки, який в свою чергу визначається конструктивними особливостями відсаджувальних машин. Значення цього параметра для кожного типу машин і конкретних умов експлуатації може бути знайдено тільки експериментально. Зі збільшенням питомої продуктивності знижується ефективність збагачення, що пов'язано зі збільшенням швидкості руху матеріалу вздовж машини і, отже, зі зменшенням часу перебування матеріалу в робочій камері відсаджувальної машини. При низькій питомій продуктивності технологічні показники теж погіршуються внаслідок значного збільшення вмісту легких фракцій у важких продуктах відсадки, тому що неможливо постійно підтримувати необхідну товщину постелі.

Якщо вимоги до відсадки обмежені одержанням тільки відвальних відходів, а до якості концентрату спеціальних вимог не висувається можна допускати більш високу питому продуктивність. При необхідності одержання концентрату високої якості питому продуктивність слід приймати за мінімальними значеннями. Питома продуктивність повинна бути ще більше знижена при одержанні трьох кінцевих продуктів в одній відсаджувальній машині. При застосуванні штучної постелі питомі продуктивності повинні бути в 2 — 3 рази нижче, ніж при застосуванні природної.

### Гідродинамічні параметри відсадки
Гідродинамічні параметри відсадки обумовлюють створення коливального режиму середовища і розпушення постелі. Раціональні умови розділення за густиною забезпечуються регулюванням параметрів циклу, стисненого повітря і підрешітної води.
Цикл відсаджування характеризується частотою коливань середовища, тривалістю його підйому, опускання і паузи між ними.
Найбільш сприятлива діаграма відсаджувального циклу повинна забезпечити при висхідному потоці за відносно невеликий час максимальну розпушеність по всій висоті постелі, а потім, по можливості, плавне опускання частинок. Для одержання оптимальної діаграми відсаджувального циклу залежно від збагачуваного матеріалу і питомої продуктивності необхідно підбирати параметри повітряного циклу: тривалість впуску, випуску повітря і пауз між ними, тиск повітря і частоту пульсацій. Сукупність параметрів повітряного циклу обумовлює динамічний режим розпушення постелі, який характеризується такими вихідними гідродинамічними параметрами: амплітудою пульсацій, максимальним підйомом постелі, максимальною швидкістю висхідного і низхідного потоків, критерієм розпушеності.
При виборі циклу пульсацій слід керуватися наступним принципом: чим дрібніше збагачуваний матеріал і чим більше у ньому вміст тонких важких фракцій, які повинні бути видалені під решето, тим більше цикл має наближатись до симетричного. Однак вибір конкретного циклу, як і частоти пульсацій, доцільно визначати при технологічних випробуваннях машини. Цикли і частоти пульсацій, які застосовуються на збагачувальних фабриках при збагаченні вугілля й антрацитів.
Максимальні значення амплітуди пульсацій, підйому і розпушеності постелі досягаються при симетричному повітряному циклі 50 — 00 — 50. Однак цей цикл характеризується низькою швидкістю висхідного потоку і високою низхідного. Такий цикл пульсацій більшою мірою придатний для збагачення дрібних класів при відносно невеликому вмісті важких фракцій, а також при необхідності посилення ефекту всмоктування для видалення під решето найбільш тонких важких частинок. Для збагачення крупних класів при великому вмісті важких фракцій у вихідному матеріалі надають перевагу асиметричним повітряним циклам.
Невелика пауза позитивно позначається на характеристиці симетричного й асиметричних циклів, але при значному її збільшенні (наприклад, до 20 %) усі вихідні гідродинамічні параметри різко знижуються.
На розпушення постелі суттєво впливає частота пульсацій і тиск повітря. При доброму розпушенні постелі збільшується продуктивність відсаджувальної машини. Однак, при великих швидкостях руху води дрібні зерна важкого продукту можуть виноситися у верхні шари постелі, а зерна плоскої і неправильної форми, що мають великий коефіцієнт опору, затримуються у верхніх шарах постелі. При недостатньому розпушенні постелі умови її розшарування погіршуються внаслідок високого механічного опору постелі руху в ній зерен, особливо крупних. І в цьому випадку продуктивність відсаджувальної машини знижується.
Частота й амплітуда пульсацій води визначають швидкісний режим висхідних і низхідних потоків у відсаджувальній машині, який обумовлює розпушення і висоту підйому мінеральних зерен над решетом.
Зі збільшенням частоти пульсацій абсолютні значення вихідних гідродинамічних параметрів зменшуються, особливо різко зменшуються підйом і розпушеність постелі. З технологічної точки зору доцільно проводити процес відсадки при низькій частоті пульсацій. У цьому випадку збільшується швидкість висхідного потоку і амплітуда пульсацій, досягається максимальний підйом постелі й підвищується її розпушеність. Однак, при низькій частоті пульсацій режим відсадки стає менш стійким і більш чутливим до змін навантаження, гранулометричного і фракційного складу вихідного матеріалу. Підтримка оптимального режиму розшарування в цьому випадку ускладнена і потребує більш досконалих систем автоматичного регулювання процесу.
Амплітуда пульсацій води залежить від частоти пульсацій, крупності й коефіцієнта пористості важкого шару постелі.
При виборі частоти й амплітуди пульсацій води повинні бути враховані максимальний розмір, густина і гранулометричний склад зерен збагачуваного матеріалу, вміст легких і важких фракцій, товщина постелі, а також вимоги до якості продуктів відсадки.
Зі збільшенням крупності зерен збагачуваного матеріалу швидкість руху пульсуючої води повинна збільшуватись, що досягається збільшенням амплітуди пульсацій. Амплітуду пульсацій також збільшують при збільшенні товщини постелі й при великому вмісті важкого продукту в збагачуваному матеріалі. Частоту пульсацій зі збільшенням крупності зерен знижують.
Звичайно при відсадженні крупного вугілля амплітуда пульсацій складає 50-80 мм при частоті 40-50 хв–1, при відсадженні дрібного вугілля — 25-40 мм при частоті 45-60 хв–1.
Витрата і тиск повітря — фактори грубого регулювання процесу відсадки.
Витрата повітря, яке подається в машину, впливає на амплітуду пульсацій води. При збільшенні гідравлічного опору постелі витрата повітря має бути збільшена.
Зі збільшенням тиску повітря майже пропорційно збільшуються швидкість висхідного потоку й амплітуда пульсацій, більшою мірою — швидкість низхідного, висота підйому і розпушеність постелі. Змінюючи тиск у повітряних камерах відсаджувальних машин у різні періоди циклу, можна впливати на динаміку розпушення постелі.

#### Цикли відсадки
Див. також Цикл відсаджування

Під циклом відсадки розуміють характерні зміни переміщення середовища в постелі відсаджувальної машини у вертикальному напрямку протягом одного періоду коливань. Графічно цикл відсадки являє собою залежність швидкості руху води і зерен збагачуваного матеріалу від часу. Часто також використовують графічні зображення залежностей шляху і прискорення середовища від часу. Цикл складається з трьох елементів: підйом, пауза і опускання середовища, але наявність всіх елементів не обов'язкова (наприклад, пульсатори повітряно-пульсаційних машин створюють цикл тільки з висхідним потоком середовища, а машини з рухомим решетом — цикл тільки з низхідним потоком середовища). Розрізняють симетричний і асиметричні цикли відсадки (рис.).
До симетричних належить гармонічний цикл з синусоїдальною зміною швидкості середовища за часом, всі інші цикли — асиметричні. Характер циклу змінюється при подачі підрешітної води, при цьому цикли найчастіше стають асиметричними. Між собою цикли відрізняються тривалістю дії їх окремих елементів.

### Конструктивні параметри відсадки
Конструктивні параметри відсадки визначаються головним чином крупністю збагачуваного матеріалу і необхідною продуктивністю процесу, що враховується вибором типу і типорозміру відсаджувальної машини .
- Тип відсаджувальної машини визначається родом збагачуваної сировини, крупністю живлення і вимогами до продуктів збагачення. В свою чергу тип відсаджувальної машини визначає спосіб створення пульсацій у відсаджувальній камері. Для відсадки дрібноподрібнених руд рідкісних і кольорових металів необхідно збільшене число пульсацій у відсаджувальній машині за відносно малої амплітуди. Крім того, бажано забезпечити рівномірність пульсацій по всій площі відсаджувального решета. Такий режим відсадження створюється діафрагмовими відсаджувальними машинами. Діафрагмові машини мають невелику площу відсаджувальних решіт і відповідно невисоку одиничну продуктивність, тому їх доцільно використовувати на фабриках невеликої виробничої потужності, які не мають повітряного господарства. Для відсадки крупно- і середньовкраплених руд і кам'яного вугілля застосовують повітряно-пульсаційні (безпоршневі) відсаджувальні машини. Ці машини мають велику площу відсаджувальних решіт і відповідно високу одиничну продуктивність, тому їх доцільно використовувати на фабриках високої і середньої виробничої потужності.
- Число камер відсаджувальної машині залежить від необхідного числа продуктів розділення і їх якості.
- Спосіб розвантаження важких продуктів теж впливає на кінцеву ефективність розділення у збагачувальному апараті. Розвантажувальні пристрої повинні забезпечити видалення з машини такої кількості важких продуктів, яка надходить з вихідним матеріалом, і при цьому не порушувати досягнутого розшарування постелі. Найчастіше застосовуються такі способи розвантаження важких продуктів: дрібної фракції (крупністю менше 4 мм) — крізь штучну постіль, крупної фракції — через горизонтальні або вертикальні щілини з затворами різних конструкцій (рис.). Крім того, відомі ерліфтні розвантажувальні пристрої важких та інших фракцій безпосередньо з шару матеріалу відсаджувальної постелі певної густини. Найперспективнішими є розвантажувальні пристрої, що наведені на рис. д, е, ж. Такі пристрої запобігають вилученню частинок легкої фракції у важку при відкриванні затворів. Зміна ступеня відкривання щілини або частоти обертання ротора робиться автоматично за сигналом поплавкового датчика.
- Режим відсадки визначається сукупним впливом різних гідродинамічних параметрів і умов розвантаження важких продуктів. Оптимальним вважають режим відсадки, при якому якість концентрату, величина втрат цінних компонентів і питома продуктивність відповідають реально можливим при максимальній техніко-економічній ефективності збагачення. Оптимальний режим забезпечує дотримання заданої густини розділення і технологічно обґрунтованих допустимих норм взаємозасмічення кінцевих продуктів сторонніми фракціями при заданій продуктивності машини.

## Регулювання процесу відсадки
Див. також Автоматизація відсаджувальної машини
Регулювання процесу відсадки здійснюється двома шляхами:
- регулювання процесу вивантаження продуктів відсадки, г.ч. важких фракцій;
- регулювання пульсаційного процесу відсаджувальної постілі.

Товщина постелі може регулюватися навантаженням на машину і кількістю вивантаження важкої фракції. Навантаження на машину встановлюється постійним (на схемі не показано), тому за основний канал управління товщиною постелі прийнята частота обертання роторного розвантажувача, тобто кількість важкої фракції, що вивантажується за одиницю часу. На сучасних відсаджувальних машинах роторні развантажувачі важкої фракції укомплектовані тиристорним приводом (регульована частота обертання).
На схемі регулювання товщини шару важкої фракції постелі здійснюється системою 2 (друге відділення машини). Ця система містить поплавковий датчик (2-1), станцію управління (2-5) тиристорним приводом (2-6). Подібна система встановлена і в першому відділенні (на рисунку не показана).
Регулювання процесу відсадки з використанням параметрів повітря організовують, як правило, при значних коливаннях гранулометричного чи фракційного складу збагачуваного матеріалу або питомої продуктивності.
Підрешітна вода є фактором оперативного регулювання відсадки шляхом підтримки раціонального розпушення відсаджувальної постелі. При цьому розпушеність постелі залежить більшою мірою від змін тиску, ніж від витрати підрешітної води.
Підрешітна вода передбачена для покриття дебалансу витрат води у висхідному і низхідному потоках. Динамічна дія підрешітної води полягає в зменшенні перепаду тиску між робочим і повітряним відділеннями, збільшенні швидкості висхідного потоку і зменшенні низхідного. Крім того, підрешітна вода разом із транспортною бере участь у переміщенні легкого продукту до зливного порогу. Під час висхідного потоку надлишок води разом із легким продуктом іде через зливний поріг. Під час низхідного потоку води гідравлічній опір відсаджувальної постелі внаслідок її згрупування вище, ніж при висхідному, тому вода під решето повертається в меншій кількості, ніж надходить у надрешітну частину при висхідному потоці. Якщо не заповнювати підрешітною водою дебаланс, який при цьому виникає, то з кожною пульсацією між робочим і повітряним відділеннями зростатиме перепад рівнів до тих пір, поки повітря не почне прориватися в робоче відділення машини.
Зниження витрати підрешітної води спричиняє зменшення амплітуди пульсацій, підйому постелі, її розпушення і швидкості висхідного і низхідного потоків. Зменшення вихідних гідродинамічних параметрів відсадки, зокрема амплітуди пульсацій, обумовлює зниження рівня зливу води через зливний поріг відсаджувальної машини.
Залежно від конкретних умов витрати підрешітної води коливаються в діапазоні від 2 до 4 м3/т.
Витрата транспортної води впливає і на тривалість перебування збагачуваного матеріалу у відсаджувальній машині. При великій витраті транспортної води зменшується ефективність процесу, але збільшується його продуктивність.
Залежно від конкретних умов витрати транспортної води складають від 1 до 2 м3/т збагачуваного матеріалу.
Розрідженість живлення не повинна перевищувати 1–2 м3/т. У протилежному випадку у відсаджувальній машині створюється горизонтальний потік, що замутнює шар матеріалу, який знаходиться над постіллю, і порушує в ньому розшарування частинок.

## Застосування
Див. також Схеми збагачення вугілля відсадкою
У технологічних схемах збагач. ф-к В. застосовується як осн. операція збагачення з отриманням кінцевих продуктів, так і допоміжна операція в комбінації з концентрацією на столах, магнітною сепарацією, флотацією і інш. методами збагачення.
Область застосування гідравлічних В. охоплює мінеральну сировину з густиною від 1200 до 15 600 кг/м3, за різницею густини корисного компонента та пустої породи — від 300 до 13 000 кг/м3, за крупністю збагачуваного матеріалу — від 0,05 (0,074) до 250 мм. Пневматична В. придатна лише для збагачення матеріалів густиною 1200—2600 кг/м3, наприклад, для бурого або кам'яного вугілля з органічної (вугільної) маси не вище 1400 кг/м3.
В. застосовується для збагачення руд чорних металів (зокрема, бурого залізняка, мартиту, псиломелану, манганіту, піролюзиту), розсипних руд (каситериту, вольфраміту, танталіту, ніобіту, а також титано-цирконієвих, торієвих руд, золота й платини, алмазів), корінних руд вольфраміту, каситериту.
При переробці вугілля В. є одним з основних процесів гравітаційного збагачування. Розрізняють В. крупного вугілля (> 10-13 мм), дрібного вугілля (<10-13 мм), В. ширококласифікованого вугілля — спільне збагачення у відсаджувальній машині крупних та дрібних класів вугілля (як правило, 0,5-80 або 0,5-100 мм), В. некласифікованого вугілля.